# Пеетріська сільська рада (Пайдеський район)
Пе́етріська сільська рада (ест. Peetri külanõukogu, рос. Пеэтриский сельский совет) — сільська рада в Естонській РСР, адміністративно-територіальна одиниця в складі повіту Ярвамаа (1945—1950) та Пайдеського району (1950—1954).

## Населені пункти
Сільській раді підпорядковувалися населені пункти:
сільське селище (alevik) Пеетрі, поселення (asundus): Атасте (Ataste), Мюйслері (Müüsleri), Кийзі (Kõisi), Кюті (Küti),
села: Ембра (Embra), Мюйслері (Müüsleri), Кєйзі (Köisi), Кагала (Kahala).

## Історія
8 серпня 1945 року на території волості Кареда в Ярваському повіті утворена Пеетріська сільська рада з центром у сільському селищі Пеетрі. 
26 вересня 1950 року, після скасування в Естонській РСР повітового та волосного поділу, сільська рада ввійшла до складу новоутвореного Пайдеського сільського району.
17 червня 1954 року в процесі укрупнення сільських рад Естонської РСР Пеетріська сільська рада ліквідована. Її територія склала південно-східну частину Еснаської сільської ради.